# 平頭光尾鯊
平頭光尾鯊（学名：Apristurus macrorhynchus），又名大吻光尾鲨、沙魚为猫鲨科光尾鲨属的鱼类。分布于日本本州以南以及台湾东北部沿海等。该物种的模式产地在日本。

## 分布
本魚分布於西北太平洋區，包括台灣、日本、中國沿海等海域。

## 深度
水深300至800公尺。

## 特徵
本魚體延長而柔軟，吻長，寬而扁。眼中大，下眼瞼上部分化成瞬褶。齒細小密列，體色為灰黑色，腹面較淡。背鰭2個，狹小。背鰭及胸鰭前緣和尾鰭緣均為黑色。尾鰭背側無大型盾鱗，腹鰭和臀鰭相接近。體長可達66公分。

## 生態
本魚為深海底棲性魚類，屬肉食性。

## 經濟利用
無食用價值，多做為下雜魚。